# Перепадін Олександр Іванович
Олександр Іванович Перепадін (нар. 13 липня 1945, село Казанка, тепер Казанківського району Миколаївської області — 23 січня 1994) — український діяч, 1-й секретар Бахчисарайського райкому КПУ, голова Бахчисарайського райвиконкому Автономної Республіки Крим. Народний депутат України 1-го скликання.

## Біографія
Народився у селянській родині.
У 1962—1963 роках — помічник комбайнера, учень токаря Казанківського відділення «Сільгосптехніка» Миколаївської області.
У 1963—1964 роках — студент Кримського сільськогосподарського інституту імені Калініна.
У 1964—1966 роках — служба в Радянській армії.
Після демобілізації закінчив Кримський сільськогосподарський інститут імені Калініна, вчений агроном.
Член КПРС з 1968 по 1991 рік.
Працював завідувачем виробничої дільниці колгоспу імені XXII з'їзду КПРС Бахчисарайського району Кримської області.
У 1974—1987 роках — голова колгоспу «Победа» села Долинне Бахчисарайського району Кримської області.
У 1987—1991 роках — 1-й секретар Бахчисарайського районного комітету КПУ Кримської області.
4.03.1990 року обраний народним депутатом України, 1-й тур, 53,67 % голосів, 7 претендентів. Входив до групи «Аграрники». Член Комісії ВР України мандатної і з питань депутатської етики.
У 1990—1992 роках — голова Бахчисарайської районної ради народних депутатів; голова виконавчого комітету Бахчисарайської районної ради народних депутатів Кримської АРСР.

## Нагороди
- орден Трудового Червоного Прапора
- орден «Знак Пошани»
- медалі